# 마노펠로
마노펠로(이탈리아어: Manoppello)는 이탈리아 아브루초주 페스카라도에 위치한 코무네다. 예수의 얼굴이 삼베 베일에 새겨진 마노펠로 성상이 있는 곳으로 유명하다.

## 자매 도시
- 이탈리아 카사라노
- 벨기에 샤를루아